# Krulzuring
De krulzuring (Rumex crispus) is een hemikryptofyte, vaste plant die behoort tot de duizendknoopfamilie (Polygonaceae). De plant komt van nature voor in Eurazië en is geïntroduceerd in Noord-Amerika.

## Beschrijving
De plant wordt 0,3-1,5 m hoog, heeft een gegroefde stengel en vormt een lange, vertakte penwortel. De vier tot acht maal langer dan brede bladeren kunnen tot 40 cm lang worden en hebben van boven een vlakke bladsteel, zijn lancetvormig en aan de rand sterk gekroesd. Aan dit laatste heeft de plant haar naam te danken.

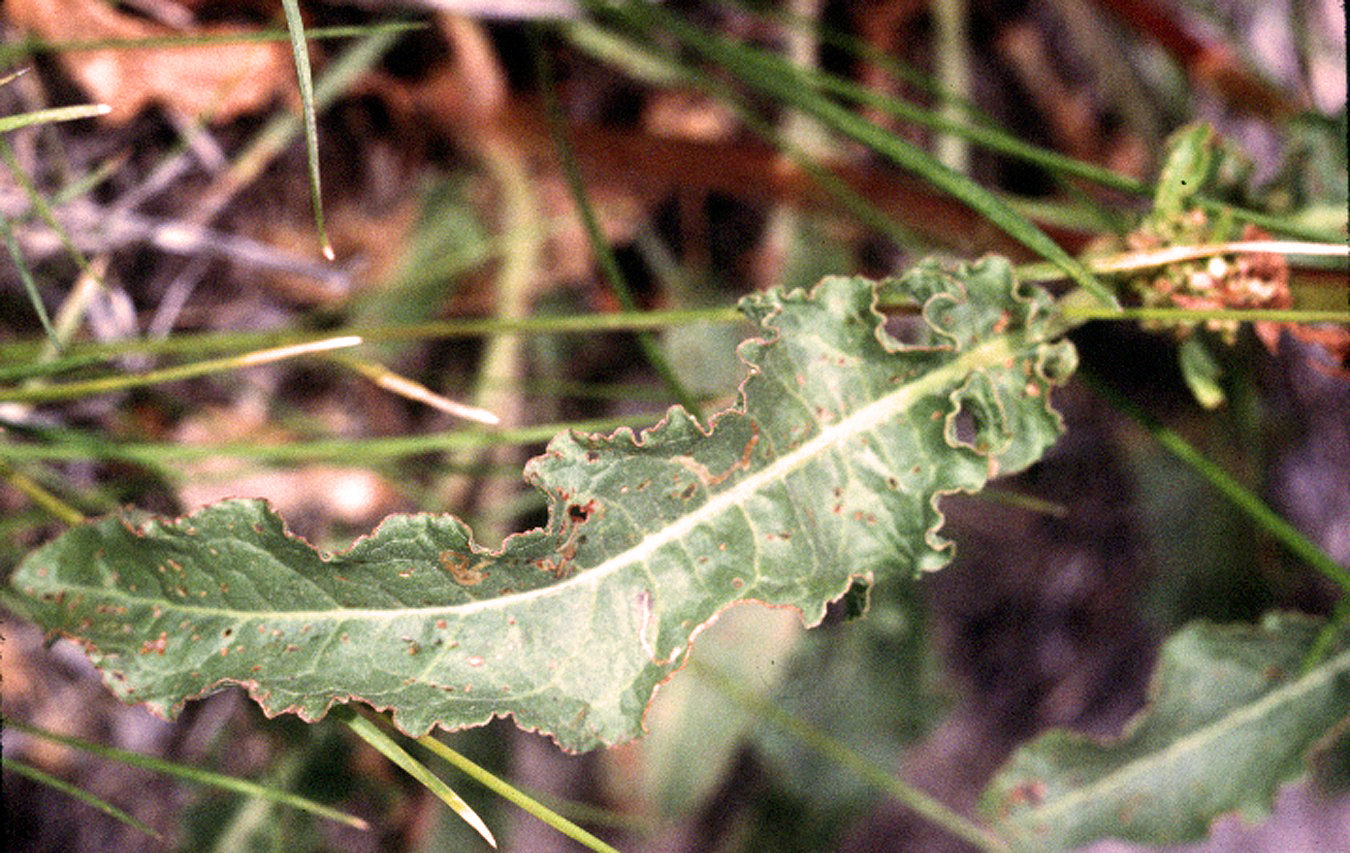
Blad

De krulzuring bloeit van mei tot oktober met groene bloemen die in slanke pluimen zijn gerangschikt. Op de 3,5–5 mm lange, eironde tot rondachtige, ongetande vruchtkleppen (binnenste bloemdekbladen) zitten meestal knobbels.
De vrucht is een 1,5- 1,8 mm breed, driekantig nootje.
De plant komt voor op vochtige, voedselrijke grond en langs vloedmerken.

## Gebruik
De jonge bladeren kunnen gekookt of toegevoegd aan een salade gegeten worden en zijn rijk aan vitamine A. Oudere bladeren zijn te bitter geworden.
De penwortels, die anthraquinone glycosiden bevatten, worden in de homeopathie o.a. gebruikt als hoestmiddel, voor het afdrijven van vocht en als laxeermiddel.
... · 
R. acetosella (schapenzuring) · 
R. acetosa (veldzuring) · 
R. aquaticus (paardenzuring) · 
R. bucephalophorus ·
R. conglomeratus (kluwenzuring) · 
R. crispus (krulzuring) · 
R. hydrolapathum (waterzuring) · 
R. maritimus (goudzuring) · 
R. obtusifolius (ridderzuring) · 
R. palustris (moeraszuring) · 
R. patientia (spinaziezuring) · 
R. sanguineus (bloedzuring) · 
R. scutatus (Spaanse zuring) · 
R. thyrsiflorus (geoorde zuring) · 
R. triangulivalvis (wilgzuring) · 
R. ×pratensis (bermzuring) · 
...